# سنگر

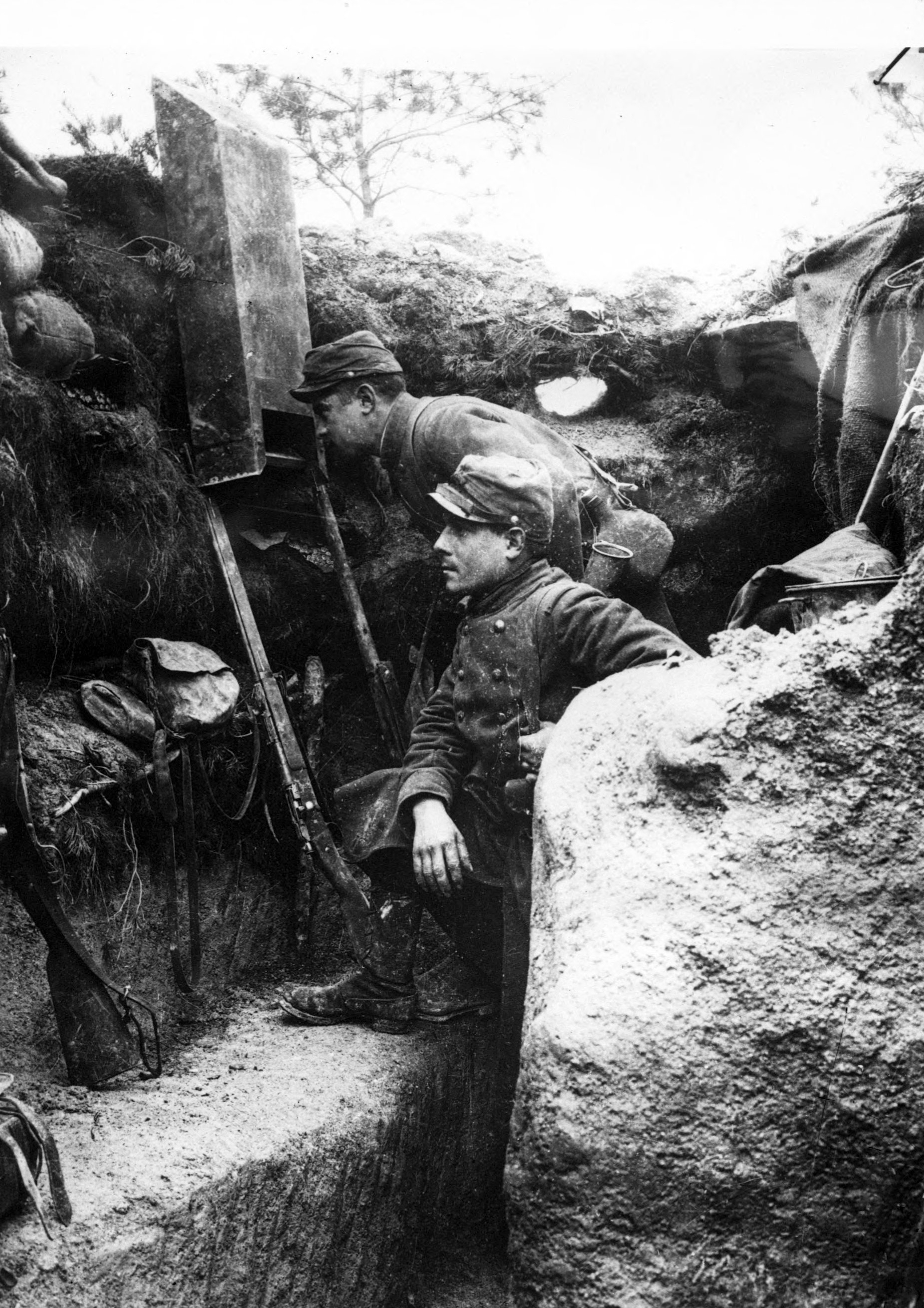
سربازان فرانسه، مستقر در یک سنگر و در حال استفاده از پیرابین، سال ۱۹۱۵.

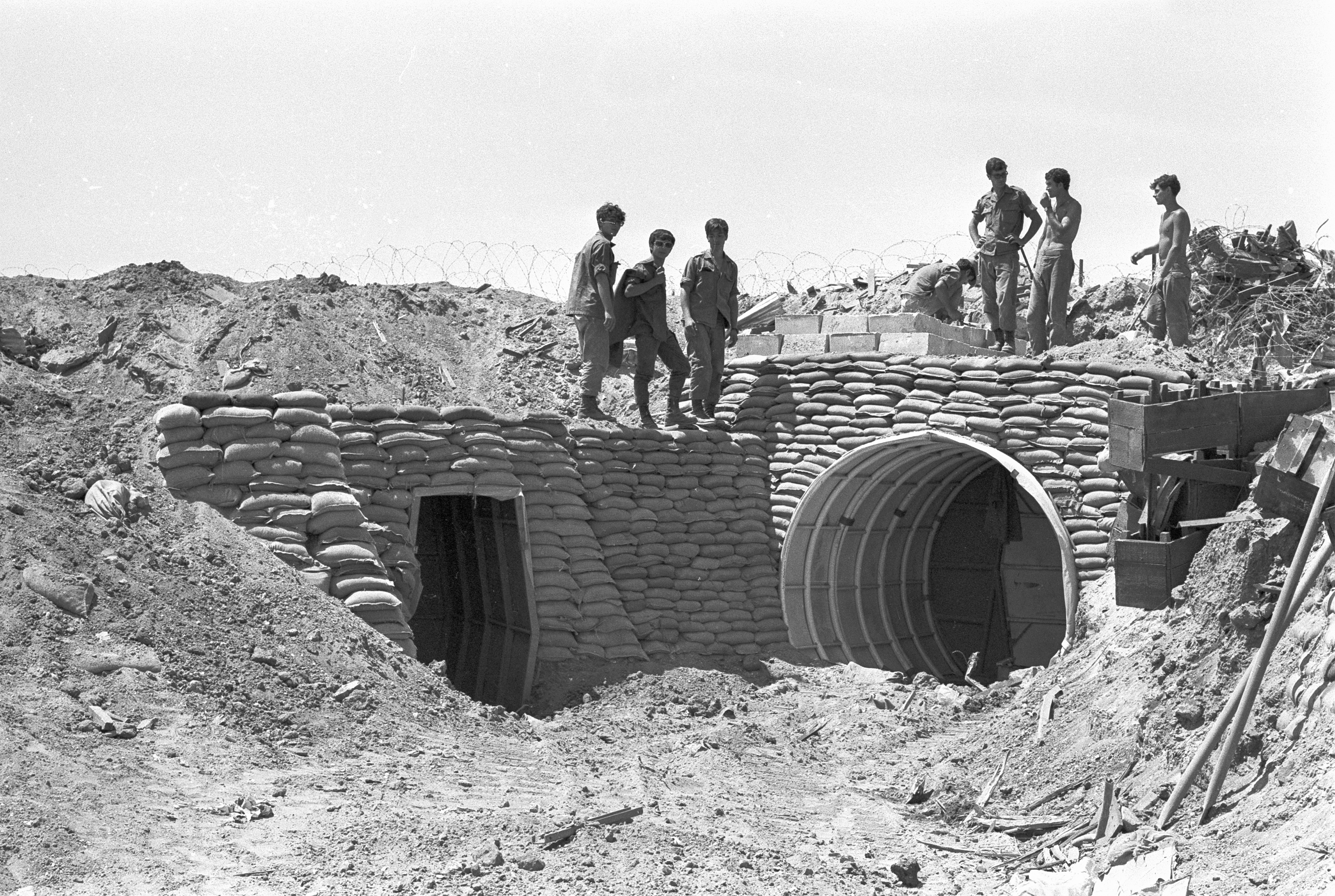
سنگرهای نیروهای اسرائیلی در جنگ یوم کیپور.

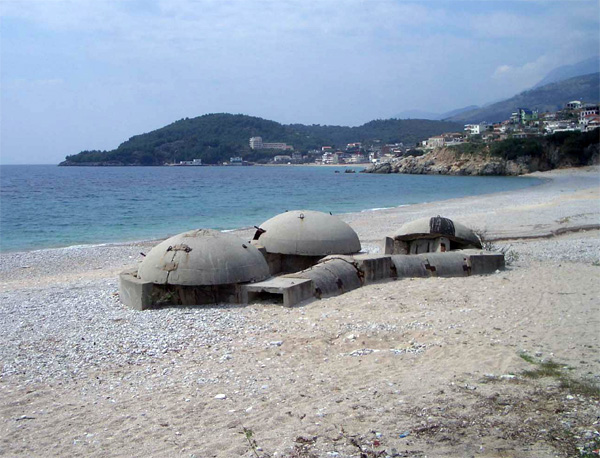
سنگرها در ابعاد مختلف فردی و جمعی طراحی می‌شوند. در نگاره، سنگرهای آلبانی.

به هر یک از انواع استحکامات نظامی که از خاک و با جابه‌جایی و چینش آن ساخته می‌شود سَنگَر گفته می‌شود.
در مناطق جنگی سربازان برای حفظ خود گودالی به نام سنگر حفر می‌کنند تا از گلوله‌های دشمن در امان مانده و از میان آن به تیراندازی یا دیدبانی مشغول شوند.
به توده یا تپه و مانعی که در حوالی شهر محصور در موقع حمله دشمن برمی‌آوردند سنگر بندی یا خاکریز دفاعی گفته می‌شود. در قدیم به سنگر مورچال نیز گفته می‌شد.
از سنگربندی در قدیم برای محافظت نقاط راهبردی، مانند گذرگاه‌ ها و دره‌ها نیز استفاده می‌شد، و آثار آنها را گاه به صورت دیوار یا تل می‌توان مشاهده کرد. 
از متون تاریخی چنین برمی‌آید که سپاهیان عثمانی گاه برای استتار سربازان خود که در حال حفر سنگر بودند با مواد مشتعل پرده‌ای از دود به وجود می‌آوردند.
در دوران جدید برخی سنگرهای را با سازه‌ای بتونی حافظت می‌کنند و در برابر آن بمب‌هایی نیز با نام بمب‌های سنگرشکن برای نفوذ به این سازه‌ها طراحی و ساخته شده‌است.

## انواع
سنگر توپ: موضع یا سنگر بسته و سقف‌دار توپخانه
سنگر جنگ‌افزار: خاکریز ویژه توپخانه که به‌سرعت ساخته می‌شود
سنگر حفره‌روباه: گودال حفرشده‌ای که حکم سنگر یک‌نفره را دارد
سنگر گروهی: سنگر کوچکی برای ۳ تا ۵ نفر
سنگر تامین: